# Cerro Chipote
Cerro Chipote är ett 1 160 meter högt berg i norra Nicaragua, på gränsen mellan kommunerna Quilalí och Murra. General Augusto César Sandino hade sitt högkvarter vid berget och området flygbombades intesivt av den amerikanska marinkåren från den 23 december 1927 till den 26 januari 1928. När marinkåren sedan intog platsen fann de endast uppstoppade halmdockor utklädda till soldater.